# روان‌نگاری
روان‌نگاری (انگلیسی: Psychogram)، اندازه‌گیری روان‌شناختی ترکیبی است.

## روان نگاری
روان نگاری (روان ترسیمی) «Psychographie»، دانشی است که به توصیف پدیدارهای نفسانی می‌پردازد. نسبت این علم به روان‌شناسی عمومی، مثل نسبت نژاد نگاری به نژادشناسی است. این عنوان را به علم شمارش صفات نفسانی که موجب امتیاز فرد است یا روشی که در این شمارش به کار می‌رود نیز به کار می‌برند. نموداری که توسط روان نگاری به دست می‌آید روان نما (Psychogramme) یا نگاره نفسانی (Profil Psychologique) نامیده می‌شود.

## توصیف پدیدارها
اصطلاح روان‌ ترسیمی (Psychographie) به توصیف پدیدارهای نفسانی گفته می‌شود. روان ترسیمی بر دو قسم است:
۱- توصیف پدیدارها: مانند توصیف پدیدارهای عقلی و انفعالی. این توصیف مقدم بر تفسیر این عواطف است؛ زیرا کسی که پدیدارهای نفسانی را قبل از بروز آنها تفسیر کند و بعد آنها را توصیف نماید، در واقع از توضیح کامل مطلب ناتوان است.
۲- توصیف افراد: وصف افراد متضمن شمارش تمام صفات نفسانی است که موجب تمایز هر یک از افراد است. به طوری که این احصاء صفات، موجب تمثیل صورت نفسانی فرد، به نحوی که منطبق با واقع باشد، می‌گردد.